# Liste von Bergen des Rheinischen Schiefergebirges

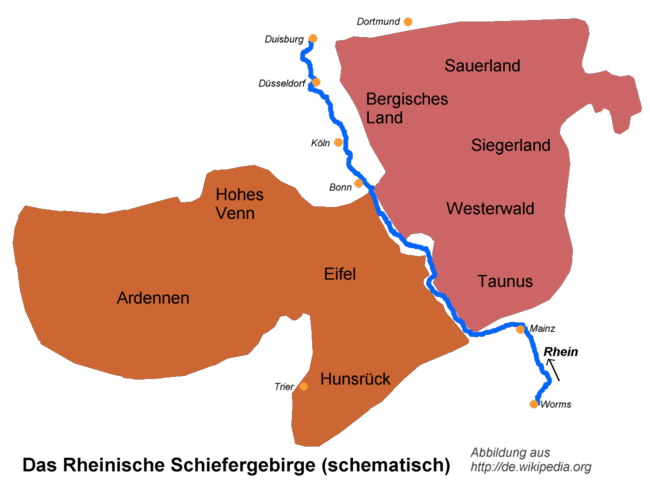

Die Liste von Bergen des Rheinischen Schiefergebirges zeigt eine Auswahl von Bergen, Erhebungen und deren Ausläufern der zum Rheinischen Schiefergebirge gezählten Teilgebirge und Landschaften – sortiert nach naturräumlichen Haupteinheitengruppen und Höhe in Meter (m) über Normalhöhennull (NHN).
Siehe auch diese Listen:
– Berge in Hessen
– Berge in Nordrhein-Westfalen
– Berge in Rheinland-Pfalz
– Berge im Saarland
Erläuterungen zu folgend verwendeten Abkürzungen befinden sich unten.

## Ardennen
Die Ardennen liegen in Belgien und mit Ausläufern in Frankreich und Luxemburg.
- Baraque de Fraiture (652 m), Provinz Luxemburg (B)
- Cairn Roy Albert (589 m), Provinz Luxemburg (B)
- Hochtumsknopf (Hüttensknipp; 510 m), Provinz Lüttich (B)
- Croix Scaille (505 m), Provinz Namur (B)

## Eifel

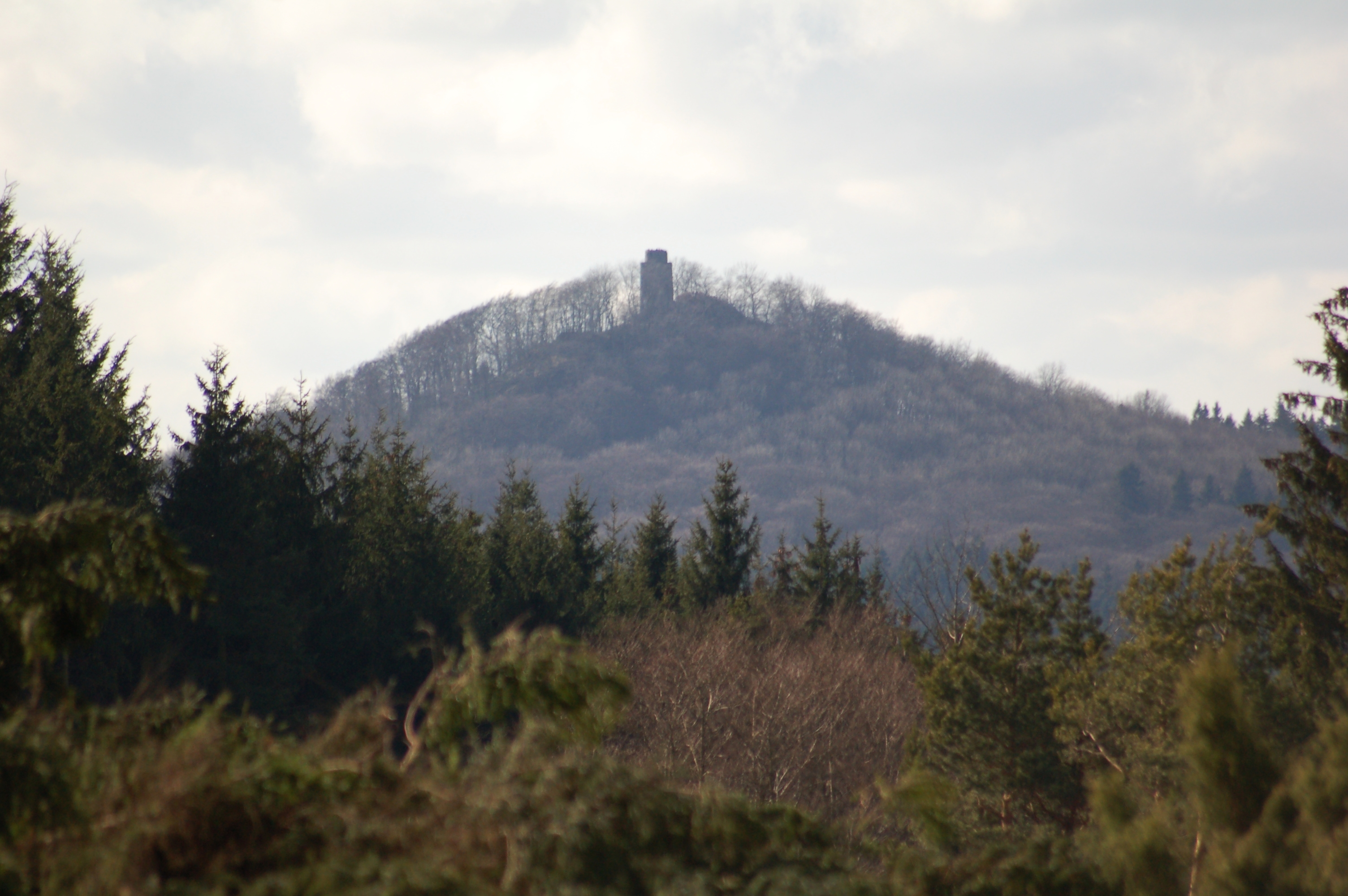
Hohe Acht

Die Eifel liegt in Deutschland und mit Ausläufern in Belgien und Luxemburg.
- Hohe Acht (746,9 m), Hohe Eifel (RP)
- Ernstberg (699,8 m), Vulkaneifel (RP)
- namenlose Kuppe (nahe Schwarzer Mann; 699,1 m), Schnee-Eifel (RP)
- Schwarzer Mann (697,8 m), Schnee-Eifel (RP)
- Botrange (694,24 m), Hohes Venn (B)
- Weißer Stein (693 m), Nordeifel (NW / B)
- Scharteberg (691,4 m), Vulkaneifel (RP)
- Nürburg (ca. 676,5 m), Hohe Eifel (RP)
- Hochkelberg (674,9 m), Hohe Eifel (RP)
- Raßberg (663,8 m), Hohe Eifel (RP)
- Steling (658,3 m), Hohes Venn (NW / B)
- Giescheid (652 m), Nordeifel (NW)
- Nerother Kopf (651,7 m), Vulkaneifel (RP)
- Aremberg (623,8 m), Ahrgebirge (RP)
- Hardtkopf (601,5 m), Südeifel (RP)
- Michelsberg (586,1 m), Ahrgebirge (NW)
- Eigart (565,5 m), Nordeifel (NW)
- Rockeskyller Kopf (554,6 m), Vulkaneifel (RP)
- Hoher List (549,1 m), Vulkaneifel (RP)
- Wildbretshügel (525,3 m), Nordeifel/Rureifel (NW)
- Herkelstein (434,5 m), Nordeifel (NW)
- Veitskopf (428,1), Vulkaneifel (RP)
- Burgberg (400,8), Rureifel, Nordeifel (NW)
- Sonnenberg (393,3 m), Rureifel (NW)
- Calmont (378,4 m), Vordereifel (RP)
- Meuchelberg (372,9), Rureifel (NW)
- Bausenberg (339,8 m), Nordeifel (RP)
- Landskrone (271,7 m), Ahrgebirge (RP)

## Hohes Venn
Das Hohe Venn liegt in Belgien und mit Ausläufern in Deutschland.
- Botrange (694,24 m), Provinz Lüttich (B)
- Pannensterzkopf (Bovel; ca. 662 m), Provinz Lüttich (B)
- Hühnerhöhe (659,9 m), Kreis Euskirchen (Nordrhein-Westfalen)
- Steling (658,3 m), Kreis Aachen (Nordrhein-Westfalen) / Provinz Lüttich (B)
- Hahnheister (636,3 m), Kreis Aachen (Nordrhein-Westfalen) / Provinz Lüttich (B)
- Hohe Mark (ca. 609 m), Provinz Lüttich (B)

## Hunsrück

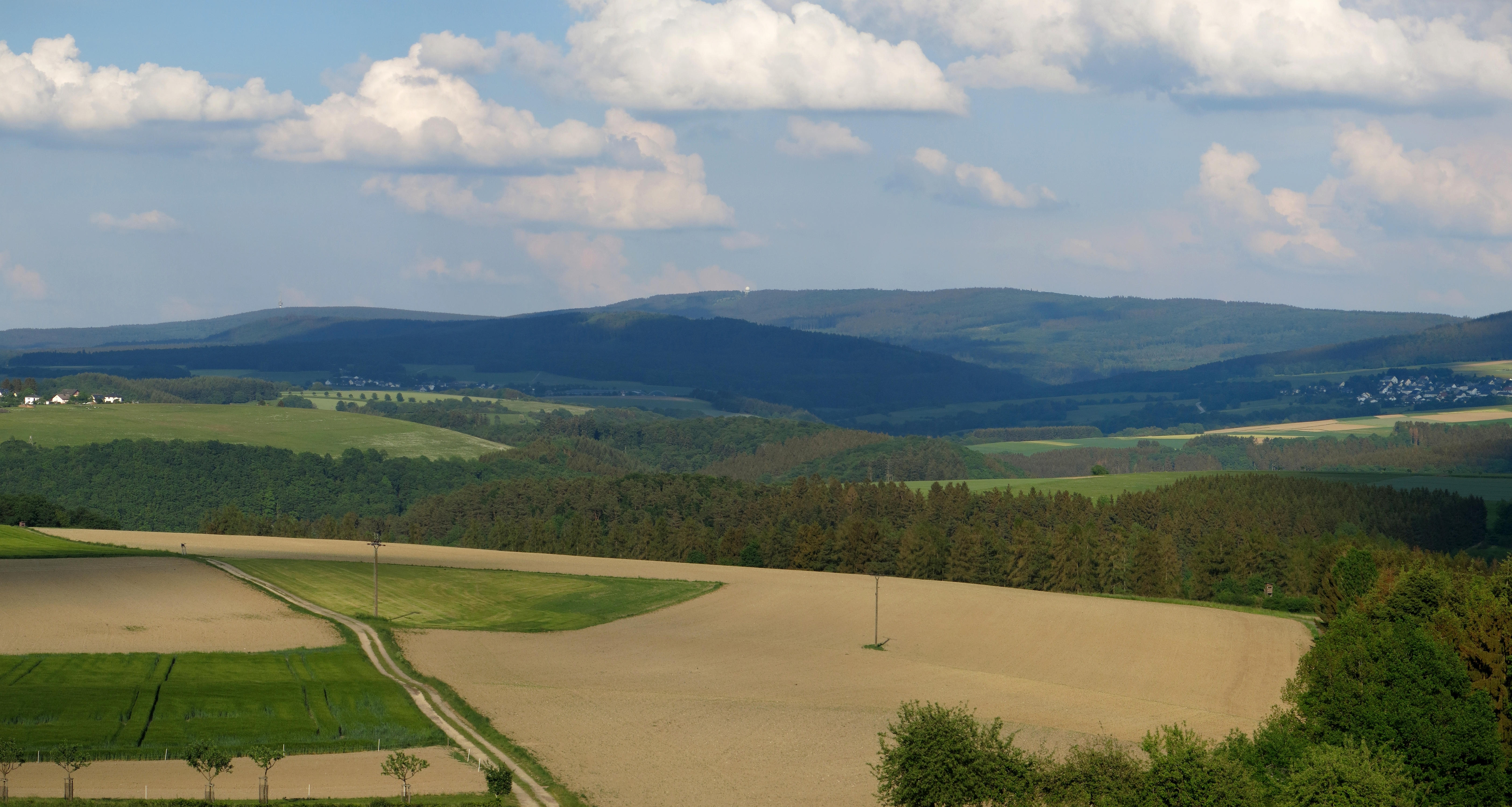
Erbeskopf von Westen

Der Hunsrück liegt in Rheinland-Pfalz und mit Ausläufern im Saarland.
- Erbeskopf (816,32 m), Schwarzwälder Hochwald (RP)
- An den zwei Steinen (766,2 m), Idarwald
- Kahlheid (766,0 m), Idarwald (RP)
- Ruppelstein (762,7 m), Schwarzwälder Hochwald (RP)
- Sandkopf (757,4 m), Schwarzwälder Hochwald (RP)
- Steingerüttelkopf (756,6 m), Idarwald (RP)
- Idarkopf (745,7 m), Idarwald (RP)
- Usarkopf (725,4 m), Idarwald (RP)
- Rösterkopf (708,1 m), Osburger Hochwald (RP)
- Friedrichskopf (707,4 m), Schwarzwälder Hochwald (RP)
- Dollberg (695,4 m), Schwarzwälder Hochwald (RP, SL)
- Teufelskopf (695,0 m), Schwarzwälder Hochwald (RP)
- Schimmelkopf (694,8 m), Schwarzwälder Hochwald (RP, SL)
- Mückenbornberg (692,6), Schwarzwälder Hochwald (RP)
- Hohe Wurzel (668,9 m), Osburger Hochwald (RP)
- Haardtkopf (658,0 m), Haardtwald (RP)
- Ellerspring (656,8 m), Soonwald – Ursprung des Ellerbachs (RP)
- Simmerkopf (653,0 m), Soonwald (RP)
- Ringkopf (650,1 m), Idarwald (RP)
- Hochsteinchen (648,3 m), Soonwald (RP)
- Schanzerkopf (643,5 m), Soonwald (RP)
- Kandrich (638,6 m), Binger Wald (RP)
- Wildburghöhe (633,5 m), Soonwald (RP)
- Alteburg (620,5 m), Soonwald (RP)
- Womrather Höhe (599,1 m), Lützelsoon (RP)
- Koppensteiner Höhe (554,9 m), Soonwald (RP)

## Kellerwald

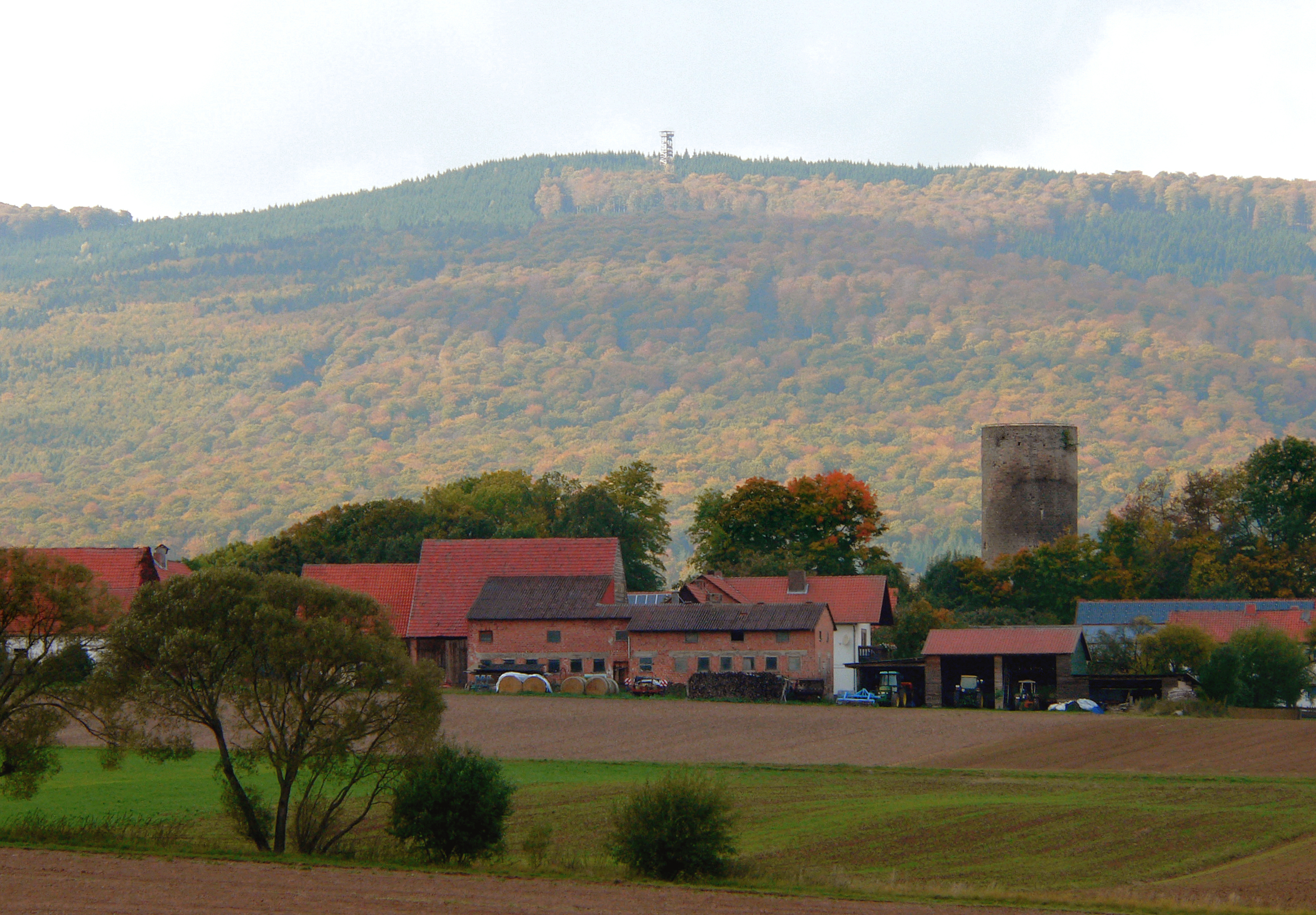
Wüstegarten

Der Kellerwald liegt ausschließlich in Hessen.
- Wüstegarten (675,3 m), Landkreis Waldeck-Frankenberg, Schwalm-Eder-Kreis
- Hohes Lohr (656,7 m), Landkreis Waldeck-Frankenberg
- Große Aschkoppe (639,8 m), Landkreis Waldeck-Frankenberg
- Hunsrück (635,9 m), Schwalm-Eder-Kreis
- Traddelkopf (626,4 m), Landkreis Waldeck-Frankenberg
- Auenberg (610,7 m), Landkreis Waldeck-Frankenberg
- Jeust (ca. 585 m), Landkreis Waldeck-Frankenberg, Schwalm-Eder-Kreis
- Sauklippe (584,4 m), Schwalm-Eder-Kreis
- Talgang (566,1 m), Landkreis Waldeck-Frankenberg
- Homberg (518,5 m), Landkreis Waldeck-Frankenberg
- Peterskopf (506,6 m), Landkreis Waldeck-Frankenberg
- Hundskopf (470,6 m), Schwalm-Eder-Kreis
- Rabenstein (439,3 m), Landkreis Waldeck-Frankenberg
- Keseberg (431,2 m), Landkreis Waldeck-Frankenberg
- Uhrenkopf (ca. 405 m), Landkreis Waldeck-Frankenberg

## Süderbergland
Das Süderbergland umfasst u. a. die historischen Regionen Sauerland, Upland, Siegerland, Wittgensteiner Land, Bergisches Land und Teile des Hessischen Hinterlandes.

### Rothaargebirge
Die tiefere Unterteilung des Rothaargebirges richtet sich hier ausnahmsweise größtenteils nach historischen Regionen. Es liegt in Nordrhein-Westfalen und mit Ausläufern in Hessen.

#### SauerlandundUpland

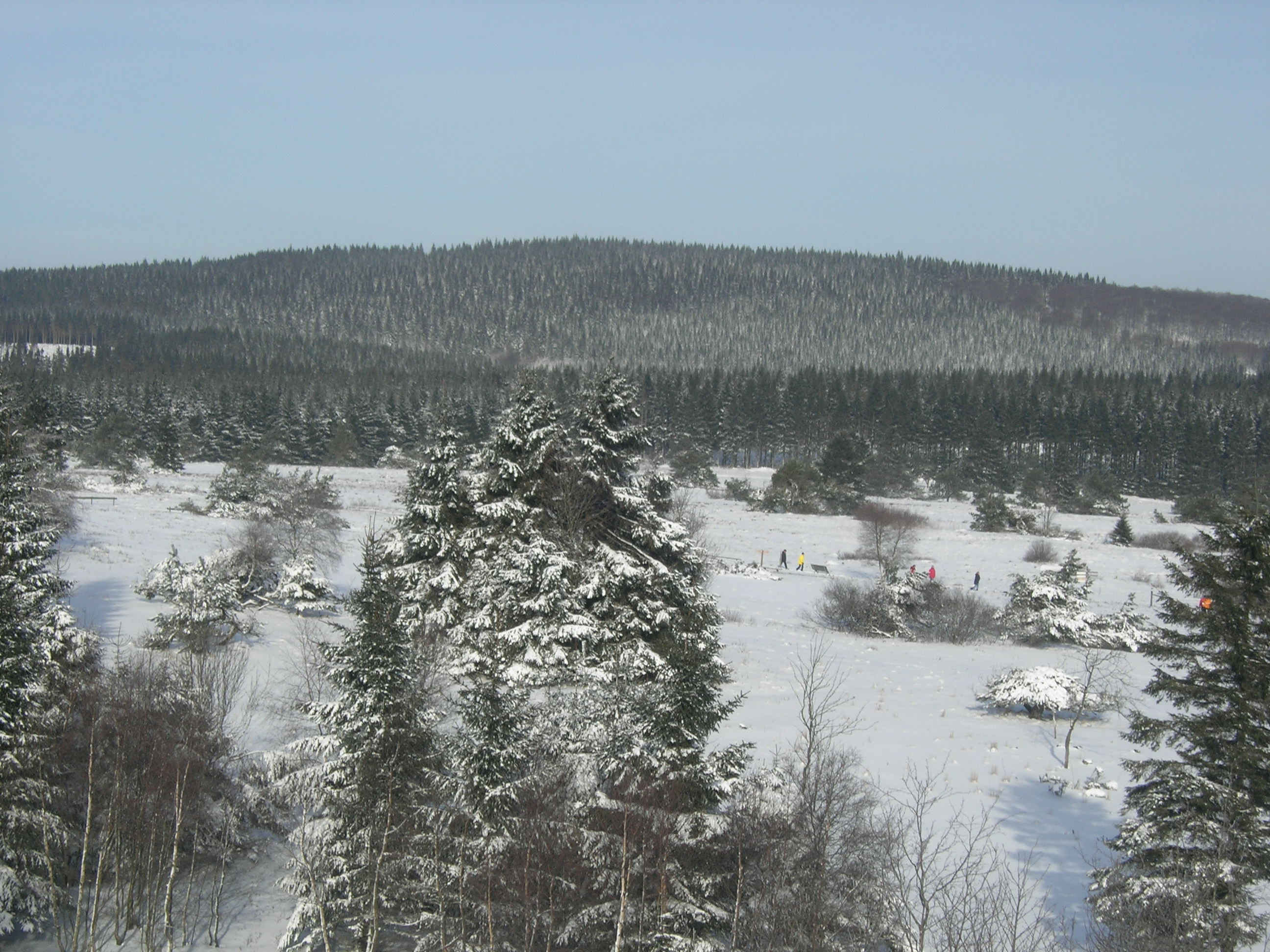
Langenberg im Winter

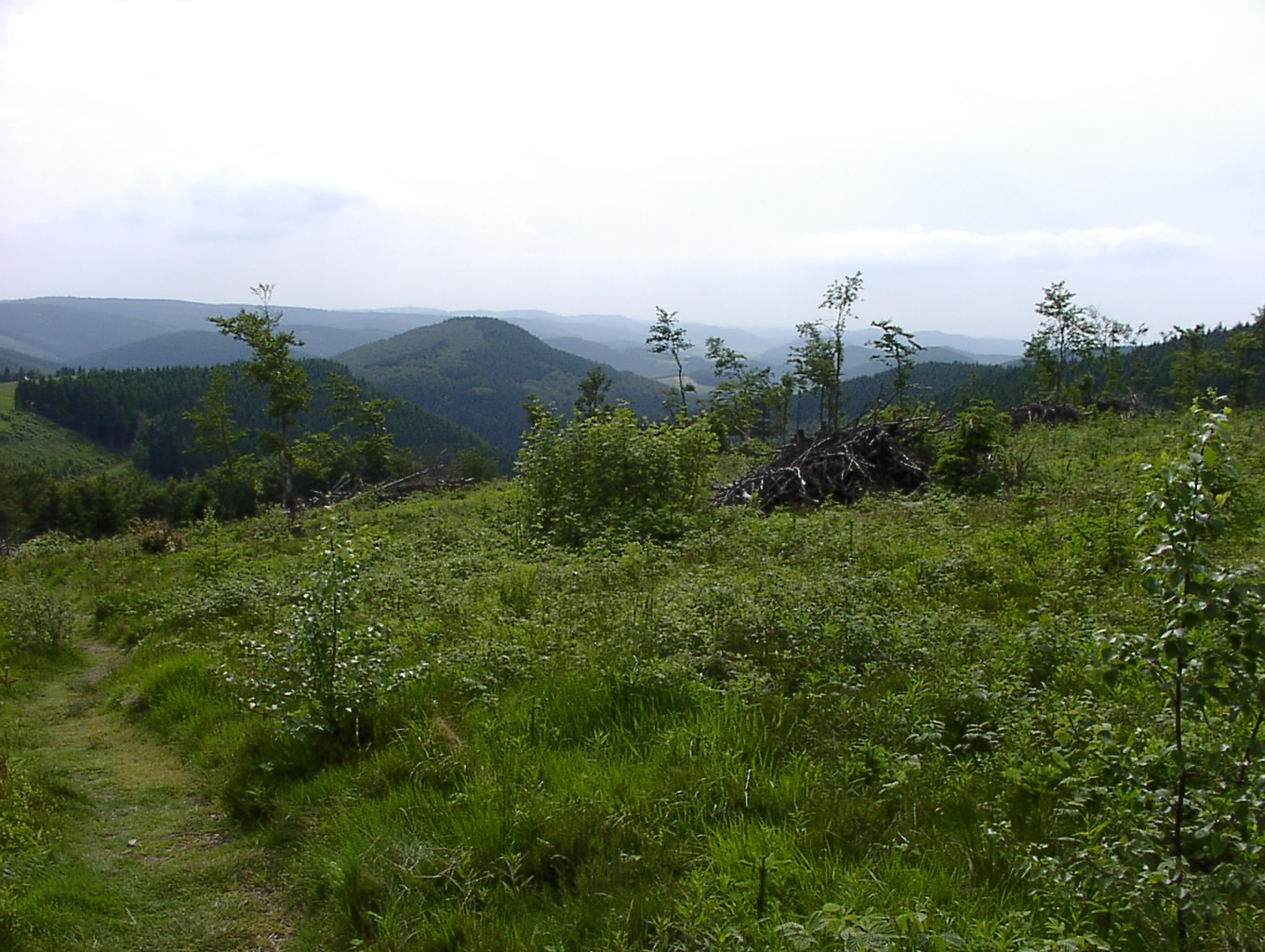
Blick vom Kahlen Asten

Von den folgenden Bergen am Höhenschwerpunkt des Rothaargebirges werden genau die zum historischen Upland gezählt, die im hessischen Landkreis Waldeck-Frankenberg liegen.
- Langenberg (843,2 m), Hochsauerlandkreis (NW), Landkreis Waldeck-Frankenberg (HE)
- Hegekopf (842,9 m), Landkreis Waldeck-Frankenberg (HE)
- Kahler Asten (841,9 m), Hochsauerlandkreis, Rothaargebirge (NW)
- Ettelsberg (837,7 m), Landkreis Waldeck-Frankenberg (HE)
- Clemensberg (837 m), Hochsauerlandkreis (NW)
- Hopperkopf (832,3 m), Hochsauerlandkreis, Landkreis Waldeck-Frankenberg (NW, HE)
- Mühlenkopf (ca. 815 m), Landkreis Waldeck-Frankenberg (HE)
- Hunau (818,5 m), Hochsauerlandkreis (NW)
- Ziegenhelle (815,9 m), Hochsauerlandkreis (NW)
- Wallershöhe (812,1 m), Hochsauerlandkreis (NW)
- Bremberg (ca. 810 m), Hochsauerlandkreis (NW)
- Hoher Eimberg (806,1 m), Hochsauerlandkreis, Landkreis Waldeck-Frankenberg (NW, HE)
- Hoppernkopf (805,0 m), Hochsauerlandkreis, Landkreis Waldeck-Frankenberg (NW, HE)
- Hillekopf (804,9 m), Hochsauerlandkreis (NW)
- Mittelsberg (801,0 m), Landkreis Waldeck-Frankenberg (HE)
- Reetsberg (792,2 m), Hochsauerlandkreis (NW)
- Schlossberg (791,3 m), Hochsauerlandkreis (NW)
- Bollerberg (757,7 m), Hochsauerlandkreis (NW)
- Härdler (756,3 m), Kreis Olpe (NW)

#### Wittgensteiner Land
Das Wittgensteiner Land liegt ausschließlich in Nordrhein-Westfalen.
- Albrechtsberg (768 m), Kreis Siegen-Wittgenstein
- Hohe Hessel (742,8 m), Kreis Siegen-Wittgenstein
- Großer Kopf (740 m), Kreis Siegen-Wittgenstein
- Kompass (694,1 m), Kreis Siegen-Wittgenstein
- Ebschloh (686,3 m), Kreis Siegen-Wittgenstein

#### Siegerland(historisch)
Das historische Siegerland (nicht zu verwechseln mit dem Naturraum Siegerland) liegt ausschließlich in Nordrhein-Westfalen:
- Riemen (677,7 m), Kreis Siegen-Wittgenstein
- Aukopf (644,9 m), Kreis Siegen-Wittgenstein
- Pfaffenhain (658,5 m), Kreis Siegen-Wittgenstein
- Kindelsberg (618,1 m), Kreis Siegen-Wittgenstein

#### Hessisches Hinterland
Das Hessische Hinterland liegt ausschließlich in Hessen.
- Sackpfeife (673,5 m), Landkreise Marburg-Biedenkopf und Waldeck-Frankenberg (HE)
- Rimberg (495,1 m), Landkreise Marburg-Biedenkopf

### Südsauerländer Bergland

#### Saalhauser Berge
Die Saalhauser Berge liegen ausschließlich in Nordrhein-Westfalen.
- Himberg (688,5 m), Hochsauerlandkreis (NW)
- Hoher Lehnberg (668,8 m), Kreis Olpe (NW)
- Jürgensberg (619,2 m), Kreis Olpe (NW)
- Beerenberg (614,1 m), Hochsauerlandkreis (NW)

#### Ebbegebirge
Das Ebbegebirge liegt ausschließlich in Nordrhein-Westfalen.
- Nordhelle (663,3 m), Märkischer Kreis
- Waldberg (ca. 638 m), Märkischer Kreis
- Homert (538,3 m), Märkischer Kreis

#### Lennegebirge
Das Lennegebirge liegt ausschließlich in Nordrhein-Westfalen.
- Homert (656,1 m), Hochsauerlandkreis
- Schomberg (647,6 m), Hochsauerlandkreis
- Großes Sonnenstück (686,8 m), Hochsauerlandkreis
- Dümberg (575,5 m), Hochsauerlandkreis

#### Mittelbigge-Bergland

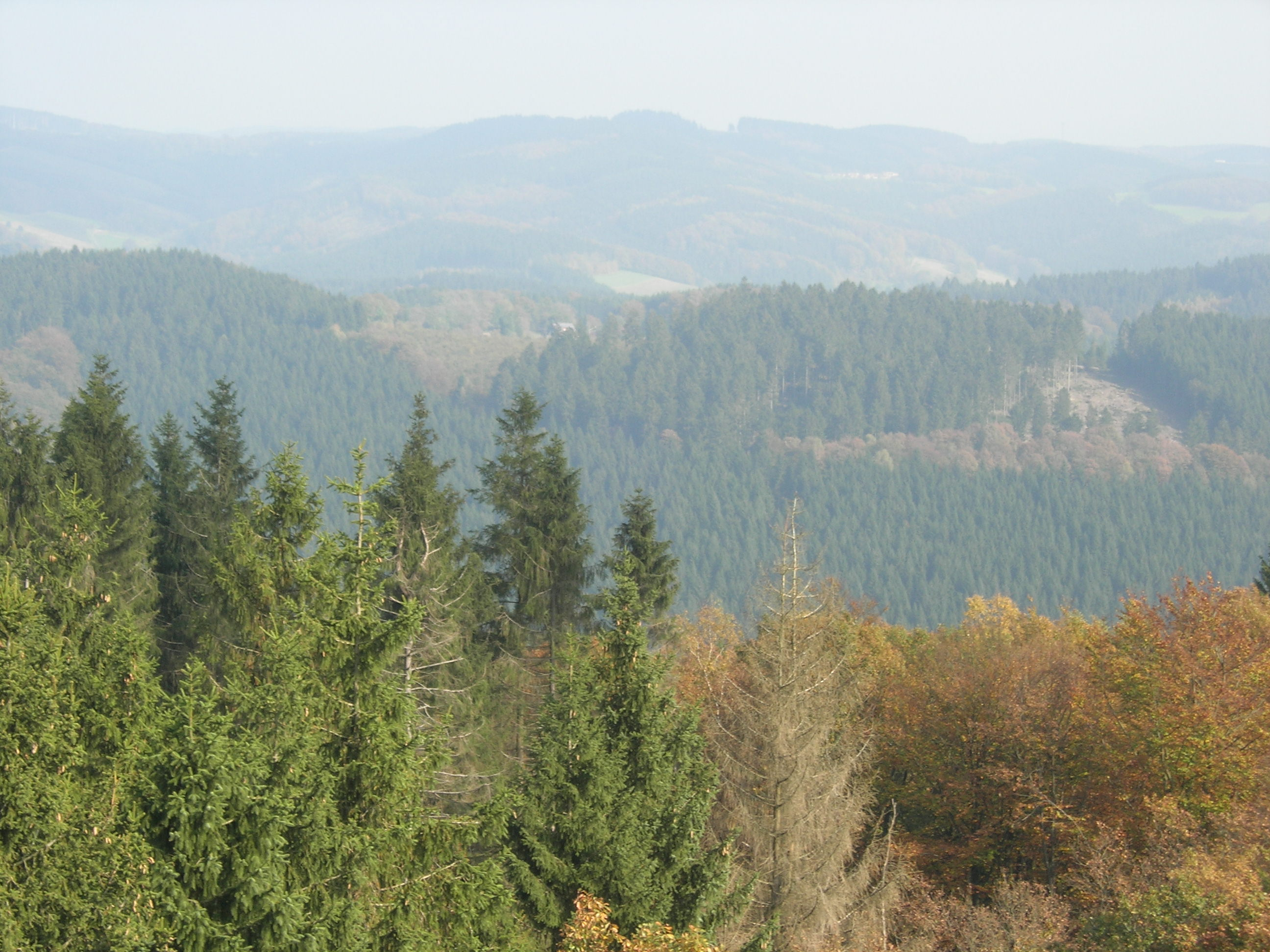
Homert

- Rammskopf (523,1 m), Märkischer Kreis
- Homert (519 m), Oberbergischer Kreis
- Horst (514,9 m), Märkischer Kreis
- Eulenberg (497,1 m), Märkischer Kreis
- Sonnenberg (458,5 m), Kreis Olpe
- Nordhelle (437,2), Märkischer Kreis
- Bracht (429,1 m), Kreis Olpe
- Rappelsberg (410,7 m), Kreis Olpe
- Gilberg (360,0 m), Kreis Olpe

### Siegerland (Naturraum)

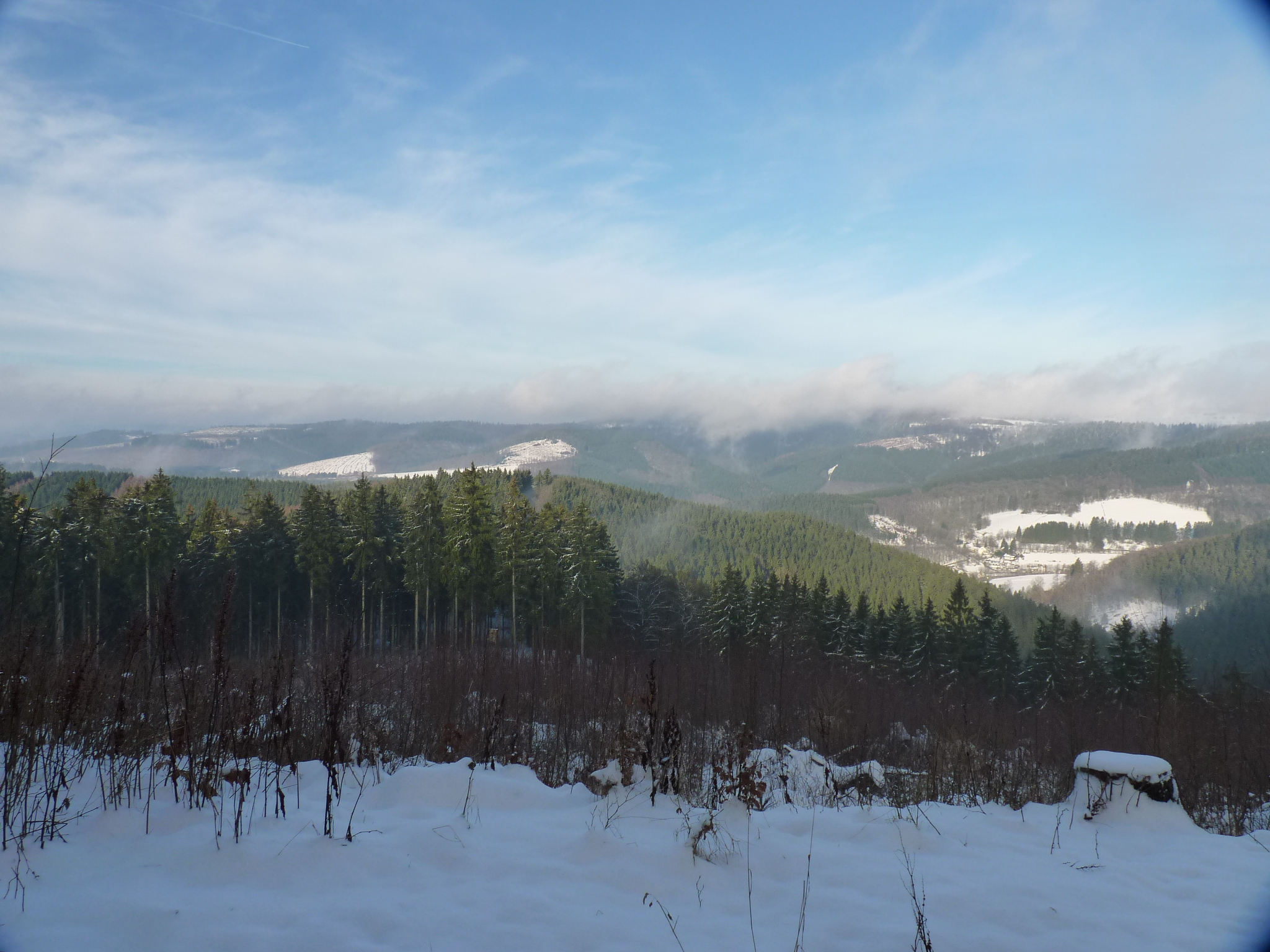
Alte Burg (Afholderbach) im Winter

Der Naturraum Siegerland (nicht zu verwechseln mit dem historischen Siegerland) liegt ausschließlich in Nordrhein-Westfalen:
- Alte Burg (633,0 m), Kreis Siegen-Wittgenstein, (NW)
- Lipper Nürr (616,9 m), Landkreis Altenkirchen (RP), Kreis Siegen-Wittgenstein (NW)
- Sanktkopf (ca. 606 m), Kreis Siegen-Wittgenstein, (NW)
- Die Höh (ca. 598 m), Kreis Siegen-Wittgenstein (NW)
- Die Burg (594,5 m), Kreis Siegen-Wittgenstein (NW)
- Hohenseelbachskopf (517,5 m), Kreis Siegen-Wittgenstein (NW), Landkreis Altenkirchen (RP)
- Eisernhardt (482,3 m), Stadtgebiet Siegen (NW)

### Nordsauerländer Oberland

#### Arnsberger Wald
Der Arnsberger Wald liegt im gleichnamigen Naturpark ausschließlich in Nordrhein-Westfalen.
- Plackweghöhe (eigentlich: namenlose Kuppe; 581,5), Hochsauerlandkreis
- Zweithöchster Berg: namenlose Kuppe (559,5), Hochsauerlandkreis
- Dritthöchster Berg: namenlose Kuppe (557,4), Hochsauerlandkreis
- Warsteiner Kopf (556,9 m), Hochsauerlandkreis
- Gemeinheitskopf (551,9 m), Hochsauerlandkreis
- Niekopf (550,4 m), Kreis Soest

### Bergisches Land an der Oberen Agger und Wiehl
- Unnenberg (505,7 m), Oberbergischer Kreis

## Taunus

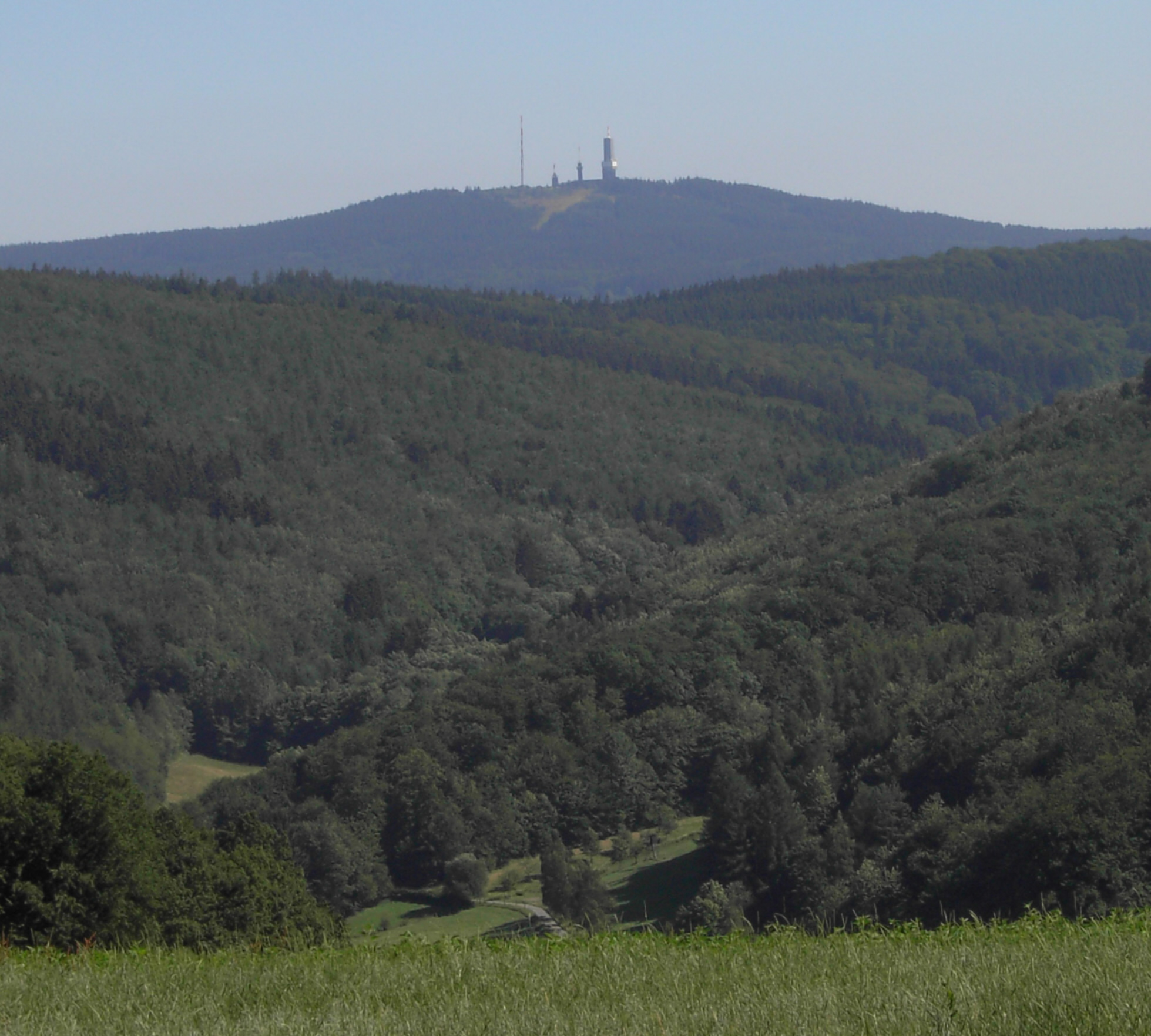
Großer Feldberg

Der Taunus liegt in Hessen und mit Ausläufern in Rheinland-Pfalz.
- Großer Feldberg (881,5 m), Hochtaunuskreis
- Kleiner Feldberg (825,2 m), Hochtaunuskreis
- Altkönig (798,2 m), Hochtaunuskreis
- Weilsberg (700,7 m), Hochtaunuskreis
- Glaskopf (686,8 m), Hochtaunuskreis
- Pferdskopf (662,6 m), Hochtaunuskreis
- Kalte Herberge (619,3 m), Rheingau-Taunus-Kreis
- Hohe Wurzel (617,9 m), Rheingau-Taunus-Kreis
- Hohe Kanzel (591,8 m), Rheingau-Taunus-Kreis
- Herzberg (591,4 m), Hochtaunuskreis
- Hallgarter Zange (580,5 m), Rheingau-Taunus-Kreis
- Erbacher Kopf (579,8 m), Rheingau-Taunus-Kreis
- Wolfsküppel (545,1 m), Hochtaunuskreis
- Rassel (539,4 m), Wiesbaden
- Kuhbett (525,6 m), Landkreis Limburg-Weilburg
- Steinkopf (518,0 m), Wetteraukreis
- Rossert (515,9 m), Main-Taunus-Kreis
- Atzelberg (506,7 m), Main-Taunus-Kreis
- Großer Lindenkopf (498,7 m), Rheingau-Taunus-Kreis
- Buchwaldskopf (ca. 492 m), Rheingau-Taunus-Kreis
- Goldgrube (492,0 m), Hochtaunuskreis
- Kellerskopf (474,0 m), Wiesbaden
- Suterkopf (461,8 m), Landkreis Limburg-Weilburg
- Staufen (451,0 m), Main-Taunus-Kreis
- Hühnerküppel (369,3 m), Landkreis Limburg-Weilburg

## Westerwald (Naturraum)

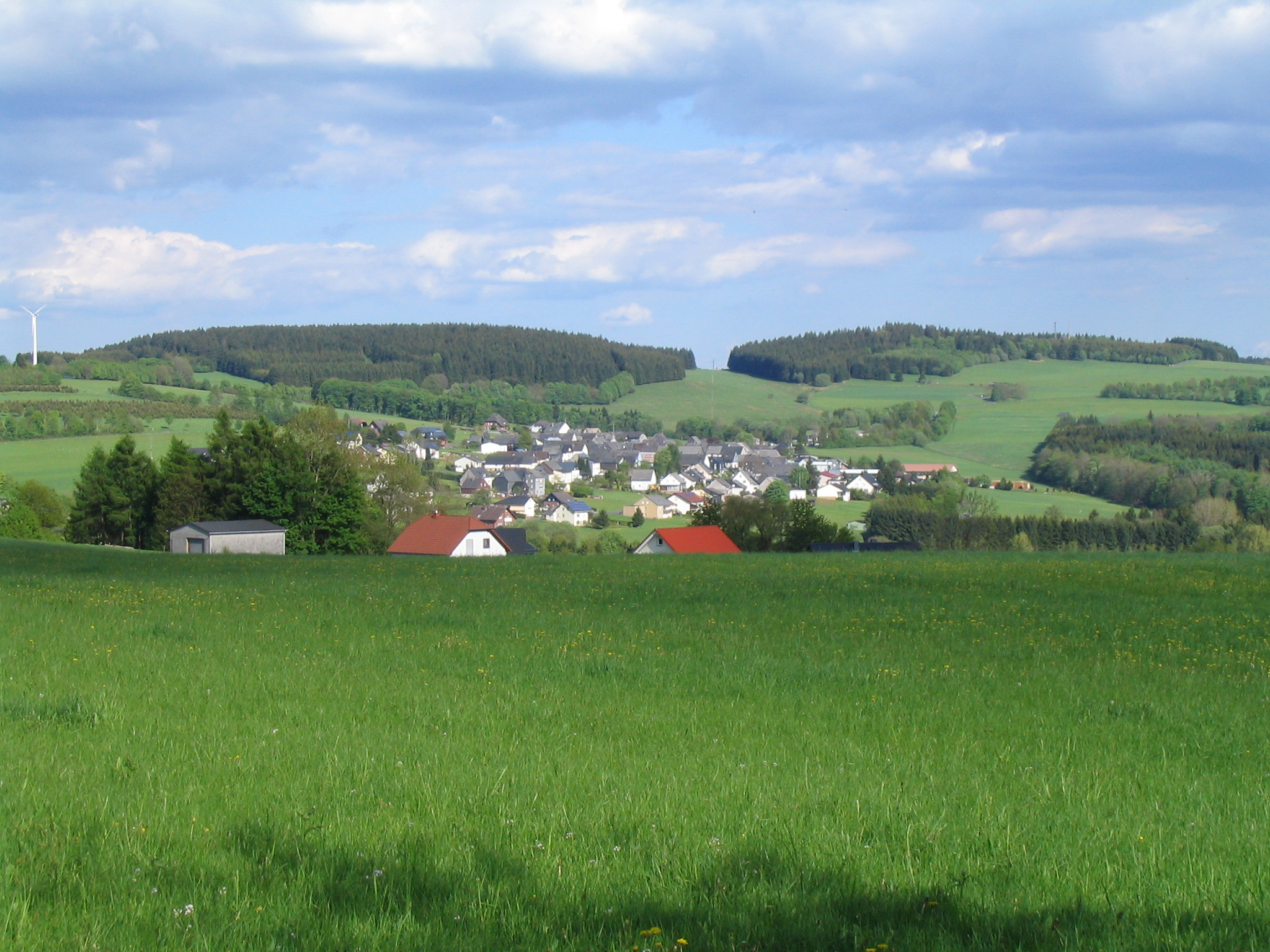
Fuchskaute

### Westerwald
Der Westerwald liegt in Rheinland-Pfalz und mit Ausläufern in Nordrhein-Westfalen und Hessen.
- Fuchskaute (657,3 m), Westerwaldkreis (RP)
- Stegskopf (654,4 m), Landkreis Altenkirchen (RP)
- Salzburger Kopf (654,2 m), Westerwaldkreis (RP)
- Höllberg (642,8 m), Lahn-Dill-Kreis (HE)
- Auf der Baar (> 621,25 m), Lahn-Dill-Kreis (HE)
- Bartenstein (Barstein; ca. 614 m), Lahn-Dill-Kreis (HE)
- Knoten (605,4 m), Lahn-Dill-Kreis (HE)
- Alarmstange (545,2 m), Westerwaldkreis (RP)
- Köppel (540,2 m), Westerwaldkreis (RP)
- Hohenseelbachskopf (517,5 m), Kreis Siegen-Wittgenstein (NW), Landkreis Altenkirchen (RP)
- Gräbersberg (513,1 m), Westerwaldkreis (RP)
- Mahlscheid (509,3 m), Kreis Siegen-Wittgenstein (NW) und Landkreis Altenkirchen (RP)
- Helleberg (491,3 m), Westerwaldkreis (RP)
- Asberg (430,2 m), Landkreis Neuwied (RP)
- Meerberg (Mehrberg; 429,1 m), Landkreis Neuwied (RP)
- Malberg (422,0 m), Westerwaldkreis (RP)
- Hummelsberg (407,4 m), Landkreis Neuwied (RP)
- Minderberg (ca. 405 m), Landkreis Neuwied (RP)
- Heidenhäuschen (397,9 m), Landkreis Limburg-Weilburg (HE)
- Hoher Schaden (388,3 m), Rhein-Sieg-Kreis (RP)
- Beulskopf (388,2 m), Landkreis Altenkirchen (RP)
- Himmerich (367,1 m), Rhein-Sieg-Kreis (NW)
- Leyberg (359,2 m), Rhein-Sieg-Kreis (NW)
- Pfahlberg (Pfahlberg; 346,2 m), Westerwaldkreis (RP)
- Beselicher Kopf (296,0 m), Landkreis Limburg-Weilburg (HE)

### Gladenbacher Bergland

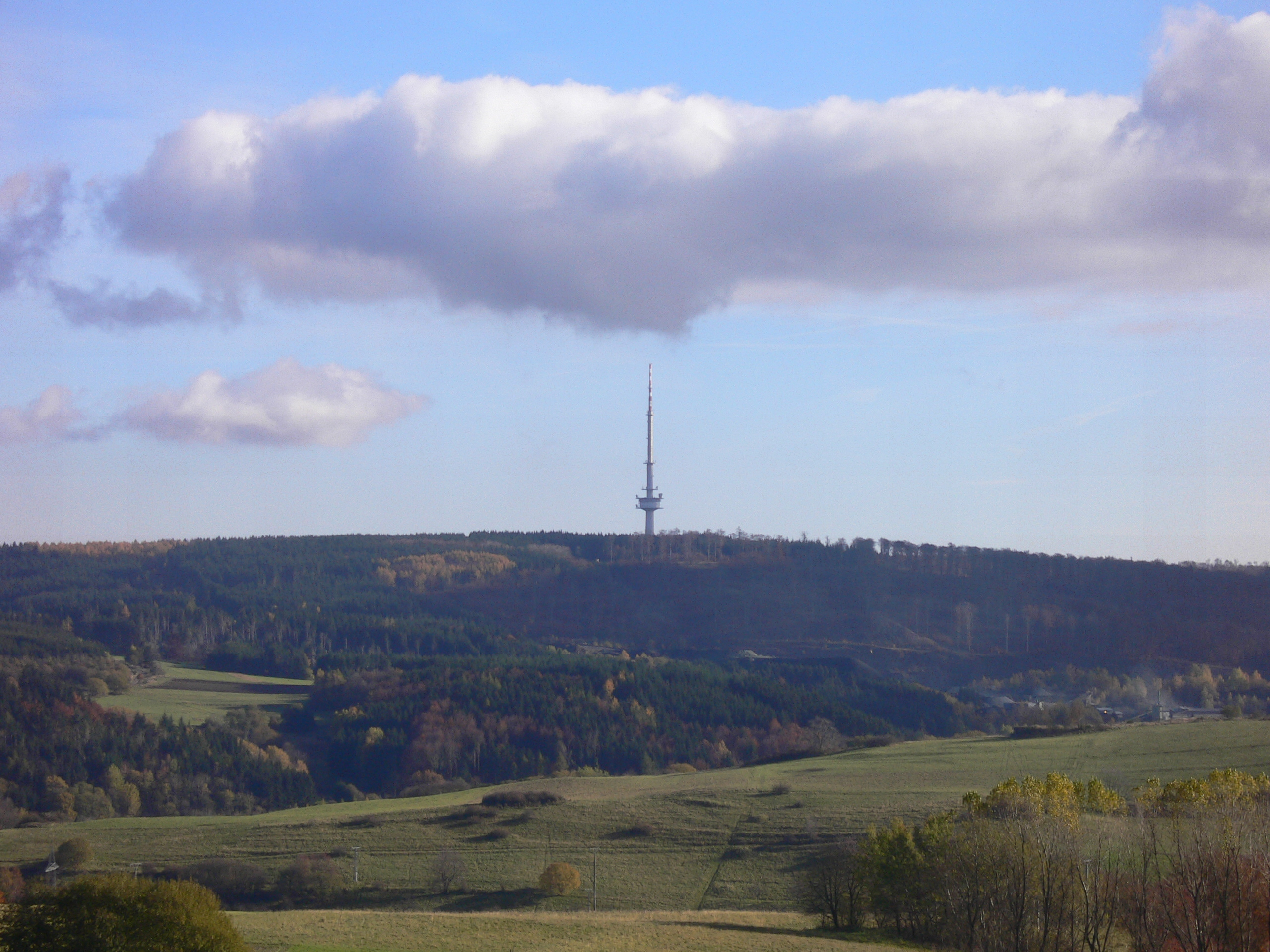
Angelburg mit Fernsehturm Angelburg

Das Gladenbacher Bergland liegt ausschließlich in Hessen.
- Angelburg (609,4 m), Lahn-Dill-Kreis
- Eschenburg (589,0 m), Lahn-Dill-Kreis
- Schwarzenberg (561,2 m), Landkreis Marburg-Biedenkopf
- Daubhaus (551,8 m), Landkreis Marburg-Biedenkopf
- Hünstein (503,7 m), Landkreis Marburg-Biedenkopf
- Dünsberg (497,7 m), Landkreis Gießen
- Hornberg (451,0 m), Landkreis Marburg-Biedenkopf
- Altenberg (442,2 m), Lahn-Dill-Kreis
- Volpertsberg (426,4 m), Lahn-Dill-Kreis

### Struth
- Hemmrain (561 m), Lahn-Dill-Kreis

## Abkürzungen
Die in der Tabelle befindliche Abkürzungen bedeuten:
Deutsche Länder (Bundesländer; ISO 3166-2):
- HE = Hessen
- NW = Nordrhein-Westfalen
- RP = Rheinland-Pfalz
- SL = Saarland

Staaten (Kfz-Kennzeichen):
- B = Belgien
- D = Deutschland (oben generell unerwähnt)
- F = Frankreich (oben noch unerwähnt, weil noch kein Berg aufgelistet ist)
- L = Luxemburg (oben noch unerwähnt, weil noch kein Berg aufgelistet ist)

- Karte mit allen verlinkten Seiten:
- OSM |
- WikiMap